# 60 (liczba)
60 (sześćdziesiąt) – liczba naturalna następująca po 59 i poprzedzająca 61.
60 sztuk nazywa się kopą.

## 60 w nauce
- liczba atomowa neodymu
- obiekt na niebie Messier 60
- galaktyka NGC 60
- planetoida (60) Echo
- wewnętrzny kąt trójkąta równobocznego to 60 stopni
- liczba 60 jest jedną z podstaw miary czasu – 1 godzina ma 60 minut, 1 minuta ma 60 sekund

## 60 w historii
- Liczba 60 była podstawą sumeryjskiego systemu liczbowego.

## 60 w kalendarzu
60. dniem w roku jest 1 marca (w latach przestępnych jest to 29 lutego). Zobacz też co wydarzyło się w roku 60.